# Selim Teber

Selim Teber, né le 7 mars 1981 à Frankenthal, est un footballeur allemand évoluant au poste de milieu de terrain au SW Frankenthal.